# Nemophas ammiralis
Nemophas ammiralis är en skalbaggsart som beskrevs av Schwarzer 1931. Nemophas ammiralis ingår i släktet Nemophas och familjen långhorningar. Inga underarter finns listade i Catalogue of Life.